# Runaway (Jamiroquai)
Runaway è un brano del 2006 del gruppo inglese Jamiroquai, estratto come singolo dal greatest hits pubblicato nel 2006 High Times: Singles 1992-2006.
Il video del brano è stato diretto da Jay Kay, frontman del gruppo e James Hackett.

## Tracce
1. Runaway - 3.46;
2. Runaway (Tom Belton Remix) - 7.13;
3. Runaway (Grant Nelson Remix) - 6.08;
4. Runaway (Alan Braxe & Fred Falke Remix) - 6.37.

## Classifiche
| Classifica (2006) | Posizione più alta |
| ----------------- | ------------------ |
| Belgio (Fiandre)  | 52                 |
| Belgio (Vallonia) | 57                 |
| Finlandia         | 19                 |
| Italia            | 4                  |
| Paesi Bassi       | 73                 |
| Regno Unito       | 18                 |
| Slovacchia        | 34                 |
| Svizzera          | 12                 |